# Julius von Haast
Sir Johann Franz Julius von Haast (1 de maig de 1822, Bonn, Regne de Prússia – 16 d'agost de 1887) va ser un geòleg prussià. Es feia dir Sir Julius von Haast. Els seus primers estudis els va realitzar entre la seua ciutat natal i Colònia. Després va ingressar en la universitat de Bonn, en la qual va estudiar geologia i mineralogia. En 1858 va viatjar a Nova Zelanda, per a esbrinar si les condicions de la colònia eren adequades per a rebre immigrants alemanys. Llavors va conèixer Ferdinand von Hochstetter, i el va ajudar amb la investigació geològica preliminar que havia iniciat.